# توني أوكونور
توني أوكونور (بالإنجليزية: Tony O'Connor)‏ (15 نوفمبر 1966 بدبلن في جمهورية أيرلندا - ) هو لاعب كرة قدم أيرلندي في مركز الدفاع. لعب مع باتريك أتلتيك ونادي بوهيميان وDublin City F.C. ‏ وهوم فارم ‏ ودوري أيرلندا الحادي عشر ‏.

## وصلات خارجية
- توني أوكونور على موقع قاعدة بيانات كرة القدم.إي يو (الإنجليزية)